# Mitchell Whitfield
Mitchell Joseph Whitfield (Brooklyn, 8 settembre 1964) è un attore statunitense.

## Biografia
Dalla moglie, Tracy Lynn Ethington, ha avuto due figli.

## Filmografia parziale

### Cinema
- The First Turn-On!, regia di Lloyd Kaufman e Michael Herz (1984)
- Il mistero Von Bulow (Reversal of Fortune), regia di Barbet Schroeder (1990)
- Dogfight - Una storia d'amore (Dogfight), regia di Nancy Savoca (1992)
- Mio cugino Vincenzo (My Cousin Vinny), regia di Jonathan Lynn (1992)
- Sergente Bilko (Sgt. Bilko), regia di Jonathan Lynn (1996)
- Best Men - Amici per la pelle (Best Men), regia di Tamra Davis (1997)
- Dylan Dog - Il film (Dylan Dog: Dead of Night), regia di Kevin Munroe (2011)

### Televisione
- La signora in giallo (Murder, She Wrote) - serie TV episodio 8x16 (1992)
- Friends - serie TV, 6 episodi (1994-2000)
- Tutti a casa di Ron (Minor Adjustments) – serie TV, 20 episodi (1995-1996)
- Zack e Cody al Grand Hotel (The Suite Life of Zack and Cody) - serie TV, 1 episodio (2007)

## Doppiatori italiani
Nelle versioni in italiano delle opere in cui ha recitato, Mitchell Whitfield è stato doppiato da:
- Claudio Beccari in Dogfight - Una storia d'amore
- Vittorio Guerrieri in La signora in giallo
- Teo Bellia in Mio cugino Vincenzo
- Roberto Del Giudice in Friends
- Danilo De Girolamo in Tutti a casa di Ron
- Lorenzo Macrì in Sergente Bilko
- Nino D'Agata in CSI -Scena del crimine
- Luigi Ferraro in Zack e Cody al Grand Hotel
- Enzo Avolio in Dylan Dog - Il film

Da doppiatore è stato sostituito da:
- Gianluca Iacono in W.I.T.C.H.